# パッキンガム対ノースカロライナ州事件
パッキンガム対ノースカロライナ州事件（パッキンガムたいノースカロライナしゅうじけん、Packingham v. North Carolina）582 U.S. ___ (2017)は、性犯罪の前歴を持つ者がソーシャルメディアウェブサイトにアクセスすることを禁止したノースカロライナ州の法律は、アメリカ合衆国憲法修正第1条に反しており違憲であると判示した合衆国最高裁判所の判決。

## 概要
原告のレスター・パッキンガムは21歳の時に13歳の少女と性行為をしたことで2008年に施行されたノースカロライナ州の法律により、30年間ソーシャルメディアの使用を禁止されていた。パッキンガムはインターネットの自由を支持するグループの支援を受け6年間に及ぶ法廷闘争を行った末、合衆国最高裁判所により当該のノースカロライナ州の法律は違憲で無効であると満場一致で判決された。
アンソニー・ケネディはアシュクロフト対表現の自由連合裁判の判例を引用し、「政府は違法な表現を抑止するための手段として合法な表現を抑止することはできない」と執筆した。